# Вороново (Луганская область)
Во́роново — посёлок на Украине в составе Северодонецкого горсовета Луганской области.

## Географическое положение
Посёлок Вороново расположен примерно в 7 км к юго-востоку от центра Северодонецка. Ближайший населённый пункт — посёлок городского типа Метёлкино.

## История
В январе 1989 года численность населения составляла 852 человека.
На 1 января 2013 года численность населения составляла 853 человека.

## Транспорт
От Вороново до Северодонецка ежедневно ходит автобус. У западной границы посёлка находится аэропорт «Северодонецк».